# جهان‌آباد (زهرای بالا)
جهان‌آباد یک روستا در ایران است که در دهستان زهرای بالا در شهرستان بوئین‌زهرا استان قزوین واقع شده‌است.